# Oligo-1,6-glukozidaza
Oligo-1,6-glukozidaza (EC 3.2.1.10, izomaltaza, sukraza-izomaltaza, ekso-oligo-1,6-glukozidaza, dekstrin 6alfa-glukanohidrolaza, alfa-limit dekstrinaza, dekstrin 6-glukanohidrolaza, oligosaharid alfa-1,6-glukohidrolaza) je enzim sa sistematskim imenom oligosaharid 6-alfa-glukohidrolaza. Ovaj enzim katalizuje sledeću hemijsku reakciju
hidroliza (1->6)-alfa-D-glukozidnih veza u pojedinim oligosaharidima formiranim iz skroba i glikogena enzimom EC 3.2.1.1 (alfa-amilazom), i u izomaltozama
Ovaj enzim, poput EC 3.2.1.33 (amilo-alfa-1,6-glukozidaze), može da odvaja alfa-1->6-vezanu glukozu.

## Literatura
- Nicholas C. Price; Lewis Stevens (1999). Fundamentals of Enzymology: The Cell and Molecular Biology of Catalytic Proteins (Third изд.). USA: Oxford University Press. ISBN 019850229X.
- Eric J. Toone (2006). Advances in Enzymology and Related Areas of Molecular Biology, Protein Evolution (Volume 75 изд.). Wiley-Interscience. ISBN 0471205036.
- Branden C; Tooze J. Introduction to Protein Structure. New York, NY: Garland Publishing. ISBN 0-8153-2305-0.
- Irwin H. Segel. Enzyme Kinetics: Behavior and Analysis of Rapid Equilibrium and Steady-State Enzyme Systems (Book 44 изд.). Wiley Classics Library. ISBN 0471303097.
- William P. Jencks (1987). Catalysis in Chemistry and Enzymology. Dover Publications. ISBN 0486654605.

## Spoljašnje veze
- Oligo-1,6-glucosidase на 